# Proteína disulfuro-isomerasa
La proteína disulfuro isomerasa o PDI es una enzima presente en el retículo endoplasmático de los eucariotas que cataliza la formación y ruptura de puentes disulfuro entre cisteínas dentro de una proteína mientras esta se está plegando. Esto permite que la proteína encuentre rápidamente su conformación tridimiensional correcta, por lo tanto la enzima funciona catalizando el plegamiento proteico.

## Funciones

### Plegamiento proteico
La PDI contiene cuatro dominios similares a tioredoxina, dos de los cuales conservan el motivo canónico CXXC. La forma reducida de la PDI (la forma ditiol), es capaz de catalizar la reducción de residuos tiol desemparejados de un sustrato particular, actuando como una isomerasa. Por lo tanto la PDI es capaz de catalizar la modificación postraduccional llamada intercambio de disulfuros. Estas reacciones de intercambio pueden ocurrir intramolecularmente, lo que lleva a un rearreglo de los enlaces disulfuro dentro de la proteína.
Otra de las principales funciones de la PDI se relaciona con su actividad como chaperona, por ejemplo ayuda a las proteínas incorrectamente plegadas a alcanzar su plegamiento correcto sin la ayuda de su actividad enzimática formadora de disulfuros.
La forma oxidada de la PDI puede catalizar la formación de un puente disulfuro. Esto causa la reducción de la PDI y otra proteína llamada Ero1, la vuelve a llevar a su estado oxidado nuevamente.

### Señalización redox
En los cloroplastos del alga unicelular Chlamydomonas reinhardtii la PDI conocida como RB60 sirve como un sensor redox que forma parte de un complejo proteico que se fija al ARNm implicado en la fotorregulación de la traducción del gen psbA, el gen que codifica para la proteína D1, que forma el núcleo del fotosistema II. Se ha sugerido que la PDI también tiene un papel en la formación de puentes disulfuro regulatorios en los cloroplastos.

### Otras funciones
La PDI asiste en la carga de péptidos antigénicos en las moléculas del CMH clase I. Estas moléculas (CMH I) se encuentran relacionadas con la presentación de péptidos en las células presentadoras de antígenos del sistema inmunitario.
Se ha descubierto que la PDI se encuentra involucrada en la ruptura de los enlaces de la proteína gp120 de la cubierta viral del VIH durante la infección de las células CD4+, y se sabe que es necesaria para que el VIH pueda infectar los linfocitos y monocitos. Algunos estudios han mostrado que para que la infección por HIV pueda ocurrir, esta proteína tiene que estar disponible en la superficie de la célula, agrupada en torno a la proteína CD4. Sin embargo, otros estudios en contraposición han mostrado que no se encuentra en la superficie celular, pero en cambio, se encuentra en cantidades significativas en el plasma sanguíneo.

## Ensayos utilizados para determinar la actividad PDI
- Ensayo de Turbidez de la Insulina (Insulin Turbidity Assay): la PDI rompe los dos enlaces disulfuro entre las dos cadenas (a y b) de la insulina, lo que provoca la precipitación de la cadena b. Esta precipitación puede ser monitoreada a 620 nm, lo que se utiliza para monitorear en forma indirecta la actividad PDI[8] La sensibilidad de este ensayo se encuentra en el rango de los micromoles.

- Ensayo de la ScRNasa (ScRNase assay): la PDI convierte a la forma inactiva de la RNasa en su forma activa, la cual puede luego actuar sobre su sustrato.[9] La sensibilidad de este ensayo se encuentra en el rango de los micromoles.

- Enasyo de la di-E-GSSG (Di-E-GSSG assay): Este es un ensayo de tipo enzimofluorométrico que puede detectar cantidades picomolares de PDI, por lo que es, hasta la fecha, el ensayo más sensible para detectar la actividad PDI.[10] La molécula de Di-E-GSSG está formada por dos moléculas de eosinas unidas a una molécula de glutatión oxidado (GSSG). La proximidad de las moléculas de eosina produce la desactivación de la fluorescencia del glutatuión. Sin embargo, una vez que los enlaces disulfuros son rotos por la PDI, la fluorescencia de la molécula se incrementa unas 70 veces.

## Miembros
Entre los genes humanos que codifican diferentes proteína disulfuro isomerasas se encuentran:
- HGNC AGR2
- HGNC AGR3
- HGNC CASQ1
- HGNC CASQ2
- HGNC DNAJC10
- HGNC ERP27
- HGNC ERP29
- HGNC ERP44
- HGNC P4HB
- HGNC PDIA2
- HGNC PDIA3
- HGNC PDIA4
- HGNC PDIA5
- HGNC PDIA6
- HGNC PDIALT
- HGNC TMX1
- HGNC TMX2
- HGNC TMX3
- HGNC TMX4
- HGNC TXNDC12